# Shochiko-Fuji Company
Shochiko-Fuji Company (LTD) (松竹富士) est un distributeur et producteur japonais créé en 1959.

## Liste des films et OAV produits ou distribués
Source : Anime News Network
- Dragon Quest Saga: Emblem of Roto (Distribution)
- Kaiketsu Zorori Mahō Tsukai no Deshi Dai-Kaizoku no Takara-sagashi (Production)
- MAPS (1987) (Distribution)
- Milky Passion: Dogenzaka, Ai no Shiro (Distribution)
- Prefectural Earth Defense Force (Distribution)
- Project A-Ko (Distribution)
- Soreike! Anpanman: Baikinman no Gyakushuu  (Distribution, Production)
- Soreike! Anpanman: Dokin-chan no Dokidoki Calendar (Distribution, Production)
- Soreike! Anpanman: Kirakiraboshi no namida (Production)
- Soreike! Anpanman: Kyōryū Nosshi no Daibōken(Distribution, Production)
- Soreike! Anpanman: Lyrical Magical Mahō no Gakkō (Production)
- Soreike! Anpanman: Niji no Pyramid (Distribution, Production)
- Soreike! Anpanman: Soratobu Ehon to Glass no Kutsu  (Distribution, Production, Publicité)
- Soreike! Anpanman: Tenohira o Taiyō ni  (Distribution, Production)
- Soreike! Anpanman: Tobe! Tobe! Chibigon (Distribution, Production)
- Soreike! Anpanman: Yūreisen o Yattsukero!! (Distribution, Production)
- Super Mario Bros. : Peach-Hime Kyushutsu Dai Sakusen! (Distribution)
- Tabidachi - Ami Shusho (Distribution)
- TWD Express Rolling Takeoff (Distribution)
- Ultraman Kids: M7.8 Sei no Yukai na Nakama (Distribution)
- Wizardry (Production)